# 39428 Емілібронте
39428 Емілібронте (39428 Emilybrontë) — астероїд головного поясу, відкритий 29 вересня 1973 року.
Тіссеранів параметр щодо Юпітера — 3,456.